# 小笠原長国
小笠原 長国（おがさわら ながくに）は、江戸時代後期の大名。肥前国唐津藩第5代（最後）の藩主。官位は従五位下・佐渡守、中務大輔。忠知系小笠原家13代。

## 生涯
のちの信濃国松本藩主・松平光庸の長男として生まれる（当時の藩主は先代・松平光年）。幼名は賢之進。
天保11年（1840年）10月に先代藩主・小笠原長和が死去した後、翌年4月5日にその養嗣子となって跡を継いだ。飢饉などで破綻寸前となった藩財政を再建するために、捕鯨業や炭鉱業の育成・奨励に努めている。
初代藩主・小笠原長昌（長昌の死後、短命の養子藩主が続き、長国は4人目の養子藩主にあたる）の遺児である長行が成長したため、安政2年（1855年）頃からは長行に藩の実権を譲って、藩政改革を行なわせている。しかしこのため、長国を支持する大殿派と長行を支持する若殿派に藩内が分裂して、派閥対立が起こる。長国はこれを鎮めるために長行を養嗣子としている。
長行は幕末期に老中を務めており、養父である長国も佐幕派であり、慶応4年（1868年）の戊辰戦争でも新政府に容易に与しようとしなかった。このため、唐津藩は近隣の諸藩から討伐対象となり、さらに朝敵の汚名まで着せられそうになったことから、長国は佐賀藩前藩主鍋島直正を通じて新政府に降伏を申し出た。このとき、最後まで幕府に忠義を尽くして箱館まで転戦していた長行との養子関係を義絶している。
明治2年（1869年）、版籍奉還により藩知事となったが、明治3年（1870年）に藩内で一揆が起こっている。明治4年（1871年）の廃藩置県で免官となった。明治6年（1873年）9月に隠居し、長行の長男・長生に家督を譲る。明治10年（1877年）4月23日、66歳で死去した。墓所は東京都世田谷区北烏山の幸龍寺（以前は東京都台東区谷中の天王寺）。

## 系譜
父母
- 松平光庸（実父）
- 小笠原長和（養父）

正室
- 土屋彦直の娘

子女
- 小笠原長行正室
- 直子 ー 松平信庸正室

養子
- 小笠原長行 ー 小笠原長昌の長男

継承者
- 小笠原長生 ー 小笠原長行の長男